# Illicium (poissons)

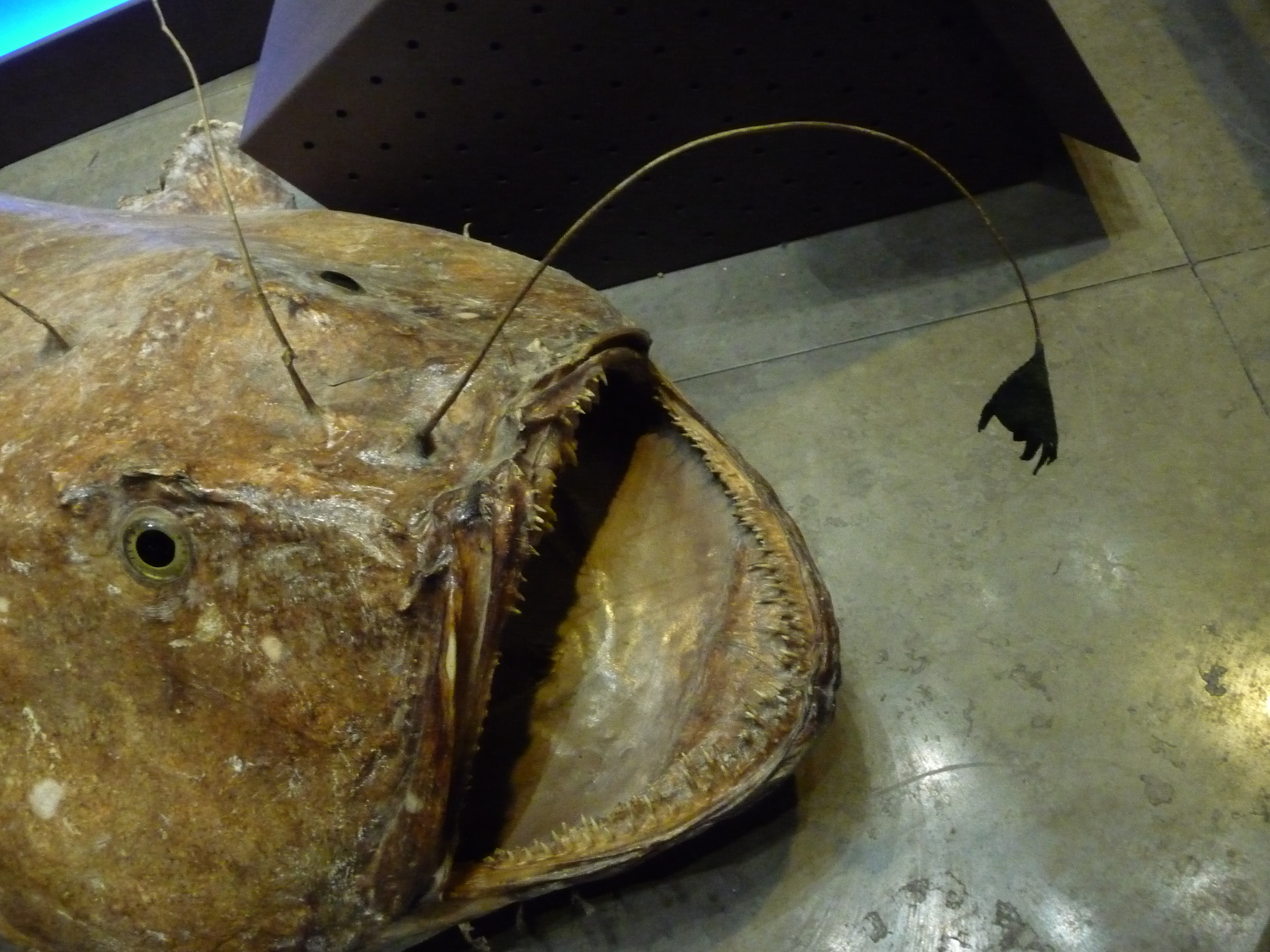
Illicium d'un Lophius piscatorius

Pour les plantes du genre biologique Illicum, voir Badianier.
L'illicium, chez certaines espèces de poissons (Lophius americanus, Antennariidae), est la première épine de la nageoire dorsale qui est allongée et qui possède à son extrémité un appendice charnu, dont ces espèces se servent comme d'un leurre devant elles pour attirer leurs proies. Ce leurre peut être lumineux, grâce à des bactéries bioluminescentes (par exemple Melanocetus johnsonii) ou des luciférines (protéines luminescentes), ou non (par exemple Lophius piscatorius).
Le nom de ce leurre vient du latin illicere signifiant « amorcer ».

## Liste des familles de poissons possédant un illicium
- Sous-ordre Antennarioidei
  - Antennariidae
  - Brachionichthyidae
  - Lophichthyidae (monotypique)
  - Tetrabrachiidae (monotypique)
- Sous-ordre Lophioidei
  - Lophiidae
- Sous-ordre Ogcocephalioidei
  - Superfamille Ceratioidea
    - Caulophrynidae
    - Centrophrynidae (monotypique)
    - Ceratiidae
    - Diceratiidae
    - Gigantactinidae
    - Himantolophidae
    - Linophrynidae
    - Melanocetidae
    - Neoceratiidae (monotypique)
    - Oneirodidae
    - Thaumatichthyidae

  - Superfamille Chaunacioidea
    - Chaunacidae

  - Superfamille Ogcocephalioidea
    - Ogcocephalidae